# 王正绪
王正绪（1908年—？），男，吉林伊通人，中国教育工作者，曾任吉林师范学院副院长，第三届全国人大代表，第五、六届全国政协委员。